# Georg von Kameke
Arnold Karl Georg von Kameke (Pasewalk, 14 de abril de 1817 - Berlín, 12 de octubre de 1893) fue un General de Infantería y Ministro de Guerra prusiano.
Kameke inició su carrera militar en 1834 en la 2.ª sección de ingenieros militares en Stettin. En 1836 se convirtió en oficial del cuerpo de ingenieros y en 1850 fue asignado al Estado Mayor, después de haber sido promovido a Capitán. En 1861 fue hecho Coronel y en 1863 Jefe del Estado Mayor del VIII Cuerpo de Ejército. En 1865 pasó a ser Mayor General y al poco tiempo se convirtió en Jefe del Estado Mayor del II Cuerpo de Ejército.
Participó en la guerra austro-prusiana como Jefe del Estado Mayor del II Cuerpo de Ejército. En 1867 fue hecho jefe de todo el cuerpo de ingenieros; en 1868 fue hecho Teniente General.
En la guerra franco-prusiana Kameke comandó la 14.ª División de Infantería y combatió en la batalla de Spicheren, la batalla de Borny-Colombey y en la batalla de Gravelotte. Después de la rendición de la fortaleza de Metz conquistó Thionville, Montmédy y asedió Mézières. Antes de la caída de Méziéres fue llamado a Versalles el 23 de diciembre de 1870 para liderar el ataque de ingenieros a París. El 18 de febrero de 1871 fue hecho jefe del cuerpo de ingenieros y inspector general de las fortalezas.
El 9 de noviembre de 1873, Kameke sucedió a Albrecht von Roon como Ministro de Guerra. El 22 de marzo de 1875 fue seleccionado como General de Infantería. El 3 de marzo de 1883 se retiró de su puesto y se retiró a sus propiedades en Hohenfelde, en las cercanías de Kolberg en Pomerania.

## Honores
Recibió las siguientes órdenes y condecoraciones:
- Prusia:
  - Caballero de Honor de la Orden de San Juan, 1856; Caballero de Justicia, 1876[2]
  - Pour le Mérite (militar), 20 de septiembre de 1866; con Hojas de Roble, 2 de enero de 1871[3]
  - Cruz de Hierro (1870), 1.ª Clase
  - Caballero del Águila Roja, 2.ª Clase con Estrella, Hojas de Roble y Espadas, 1871; Gran Cruz con Hojas de Roble y Espadas en Anillo, 26 de septiembre de 1876[2]
  - Caballero del Águila Negra, 25 de septiembre de 1879; con Collar, 1880[2]
  - Cruz de Gran Comandante de la Real Orden de Hohenzollern, con Estrella, 6 de marzo de 1883[2]
  - Cruz al Servicio
- Imperio austrohúngaro:
  - Gran Cruz de la Orden imperial de Leopoldo
  - Caballero de la Corona de Hierro, 1.ª Clase
- Reino de Baviera: Comandante de la Orden Militar de Max Joseph
- Bélgica: Gran Cordón de la Orden de Leopoldo (militar), 7 de diciembre de 1876[4]
- Francia: Gran Oficial de la Legión de Honor
- Hesse-Kassel: Comandante de la Orden de Guillermo, 2.ª Clase, 19 de enero de 1863[5]
- Imperio del Japón: Gran Cordón del Sol Naciente
- Lippe:
  - Cruz de Honor de la Orden de la Casa de Lippe, 1.ª Clase con Espadas
  - Medalla al Mérito Militar, con Espadas
- Mecklemburgo: Gran Cruz de la Corona Wéndica, con Corona Dorada
- Gran Ducado de Oldemburgo: Gran Cruz de la Orden de Pedro Federico Luis, con Espadas, 26 de marzo de 1871[6]
- Reino de Portugal: Gran Cruz de la Orden Militar de Avis
- Imperio ruso:
  - Caballero del Águila Blanca, con Espadas
  - Caballero de Santa Ana, 1.ª Clase con Espadas
- Sajonia-Weimar-Eisenach: Gran Cruz del Halcón Blanco, 1881[7]
- Reino de Sajonia:
  - Gran Cruz de la Orden de Alberto, 1871[8]
  - Gran Cruz de la Orden al Mérito Civil
- Suecia-Noruega: Gran Cruz de San Olaf, con Espadas, 1 de junio de 1875[9]
- Reino de Wurtemberg:[10]
  - Gran Cruz de la Orden de Federico, con Espadas, 1871
  - Gran Cruz de la Orden al Mérito Militar, 16 de noviembre de 1874
  - Gran Cruz de la Corona de Wurtemberg, 1876